# فارس القمر
فارس القمر أو (بالإنجليزية: Moon Knight) هو شخصية خيالية في مارفل كومكس، ظهرت الشخصية لأول مرة في أغسطس 1975.
سيعرض الموسم الأوَّل المكوَّن من 6 حلقات في 30 مارس 2022 على منصة ديزني+ من إنتاج شركة أستوديوهات مارفل بطولة أوسكار إسحاق.